# William Welsh
William Welsh (9 de fevereiro de 1870 – 16 de julho de 1946) foi um ator norte-americano da era do cinema mudo. Nascido em Filadélfia, Pensilvânia, ele atuou em 153 filmes entre 1912 a 1936. Welsh faleceu em Los Angeles, Califórnia.

## Filmografia selecionada
- Thou Shalt Not Lie (1915)
- Two Seats at the Opera (1916)
- Bull's Eye (1917)
- Over the Hill to the Poorhouse (1920)
- Trailed by Three (1920)
- Crossed Clues (1921)
- Reputation (1921)
- The Secret Four (1921)
- Ridin' Wild (1922)
- The Lone Hand (1922)
- With Stanley in Africa (1922)
- The Ramblin' Kid (1923)
- Beasts of Paradise (1923)
- Shootin' for Love (1923)
- The Shock (1923)
- Dead Game (1923)
- The Social Buccaneer (1923)
- Around the World in Eighteen Days (1923)
- The Iron Man (1924)
- The Fighting Ranger (1925)
- The Isle of Forgotten Women (1927)
- Companionate Marriage (1928)
- The Love Trader (1930)